# Parahopeïta
La parahopeïta és un mineral de la classe dels fosfats, que pertany al grup de la hopeïta. Rep el nom en al·lusió a la seva relació polimòrfica amb la hopeïta.

## Característiques
La parahopeïta és un fosfat de fórmula química Zn₃(PO₄)₂·4H₂O. Cristal·litza en el sistema triclínic. La seva duresa a l'escala de Mohs és 3,5.

Segons la classificació de Nickel-Strunz, la parahopeïta pertany a «08.C - Fosfats sense anions addicionals, amb H₂O, amb cations de mida petita i mitjana» juntament amb els següents minerals: fransoletita, parafransoletita, ehrleïta, faheyita, gainesita, mccril·lisita, selwynita, pahasapaïta, hopeïta, arsenohopeïta, warikahnita, fosfofil·lita, parascholzita, scholzita, keyita, pushcharovskita, prosperita i gengenbachita.

## Formació i jaciments
Va ser descoberta a la mina Broken Hill, situada a la localitat de Kabwe, dins la Província Central (Zàmbia), on es troba associada a tarbuttita, piromorfita, limonita i hemimorfita. També ha estat descrita a la República Popular de la Xina, Austràlia, el Canadà, Anglaterra i Alemanya.